# Simon Mepeham
Simon Mepeham (... – 12 ottobre 1333) è stato un arcivescovo inglese.

## Biografia
Studiò teologia al Merton College dell'Università di Oxford tra il 1290 e il 1296 e fu ordinato sacerdote il 21 settembre 1297 nella cattedrale di Canterbury da Robert Winchelsey, che lo nominò rettore di Tunstall, nel Kent. Successivamente divenne prebendario di Llandaff nel 1295 e canonico di Chichester.
Enrico Plantageneto, III conte di Lancaster lo propose come arcivescovo di Canterbury in opposizione al candidato sostenuto da Isabella di Francia e Roger Mortimer, avendo la meglio: Mepeham fu nominato arcivescovo l'11 dicembre 1327 e consacrato il 5 giugno 1328. Nello stesso inverno appoggiò una ribellione contro Mortimer ordinata dallo stesso conte di Lancaster. In qualità di arcivescovo, pare non abbia brillato né per capacità amministrative, né ecclesiastiche.
Fu coinvolto in una causa legale contro l'abbazia di Sant'Agostino, tanto che un nunzio apostolico e il canonico di Salisbury Icherius de Concareto furono scelti per mediare tra le due parti. Tuttavia Mepeham si rifiutò di sottoporsi alla loro autorità e di testimoniare davanti a loro: la sua disobbedienza e ostinazione gli costarono la scomunica da parte di papa Giovanni XXII nel 1333. La scomunica fu revocata dopo la sua morte nell'ottobre dello stesso anno e Mepeham fu sepolto nella cattedrale di Canterbury.

## Genealogia episcopale e successione apostolica
La genealogia episcopale è:
- Cardinale Niccolò Alberti
- Cardinale Pierre des Prés
- Arcivescovo Simon Mepeham

La successione apostolica è:
- Vescovo Ralph of Shrewsbury (1329)